# Uriel da Costa
Uriel da Costa (Porto, c. 1580 – Amsterdam, 1640/1645) o Uriel Acosta va ser un filòsof escèptic jueu nascut a Portugal, batejat com a cristià nou amb el nom de Gabriel da Costa.

## Biografia
Nascut en el si d'una família de rics comerciants sefardites convertits al catolicisme, va estudiar religió a la Universitat de Coïmbra i va esdevenir professor. No obstant això, a mesura que estudiava religió li va anar trobant defectes al catolicisme, cosa que li va fer interessar-se per la fe jueva ancestral de la seva família. D'aquesta manera, Da Costa i la seva mare van passar de ser conversos (jueus convertits al catolicisme) a ser marrans (cristians que practicaven en secret el judaisme) i van començar a sentir darrere seu l'ombra de la Inquisició, que perseguia els falsos conversos. Davant el possible perill que corrien, Da Costa va convèncer la seva família —la seva mare, els seus tres germans i la seva dona— per emigrar als Països Baixos a la recerca d'una nova vida, com tantes famílies jueves sefardites havien fet abans.
Després d'instal·lar-se a la comunitat sefardita d'Amsterdam, va adoptar el nom d'Uriel, la variant hebrea del seu nom de pila portuguès. Uriel es va dedicar aleshores a estudiar el judaisme i algunes altres qüestions intel·lectuals. Aquesta vegada va començar a trobar-li defectes als ensenyaments i les pràctiques per escrit i en públic. La sinagoga va censurar-lo per les seves idees filosòfiques naturalistes (materialistes) i racionalistes, tal com li succeiria alguns anys després a Baruch Spinoza. Al llarg de les següents dècades, Da Costa va ser excomunicat, després exonerat, i de nou tornat a excomunicar. Va trobar refugi en la comunitat jueva d'Hamburg, però també d'allà va ser expulsat. L'actitud de Da Costa s'havia convertit en un assumpte preocupant per a les autoritats jueves, no sols per les acusacions d'heretgia, sinó que també perquè temien que els holandesos prenguessin represàlies de manera indiscriminada contra la comunitat jueva, per considerar aquestes idees antireligioses també perilloses per als protestants.
El 1640 es va arribar a una situació insostenible: Da Costa, ja entrat en la cinquantena, esgotat físicament i mental, va arribar a un acord amb les autoritats jueves per renegar públicament de les seves idees i, d'aquesta manera, recuperar la seva posició en la comunitat. En les seves memòries titulades Exemplar humanae vitae narra amb detall tot l'episodi i deixa ben clar que, encara que acceptés l'acord, les seves idees no havien variat en absolut, i que ho feia per lliurar-se de les humiliacions. El dia del judici, amb la sinagoga plena de famílies expectants, va llegir una confessió de penediment redactada pels rabins. Després, se li va ordenar abraçar una columna, li van lligar les mans i va rebre 39 assots (segons la Llei, mai havien de sobrepassar el nombre de 40) amb un fuet de cuir a l'esquena prèviament descoberta. Finalment, se'l va deslligar, se li va permetre seure a terra i un rabí va proclamar la seva rehabilitació pública i les portes de la sinagoga tornaren a estar obertes per a Uriel. El final de l'humiliant ritual va consistir a estirar-se a la porta principal de la sinagoga perquè tota la comunitat passés per sobre en sortir del temple. Tot va executar-se amb precisió ritual i sense indici d'acarnissament. Uriel, després de ser felicitat per la seva enteresa davant el càstig, tornava a ser un membre de ple dret del Nou Jerusalem.
No se sap quants dies va durar la nova situació, ni se sap amb seguretat si aquest episodi va succeir el 1640 o el 1645. Da Costa es va dedicar els dies següents a concloure les seves memòries, les últimes deu pàgines de les quals narren l'episodi exposat i la seva impotència per rebel·lar-se. Al final, conclosa la seva obra i després de ser dues vegades anatemitzat per la sinagoga, separat set anys de la comunitat, doblement renegat (primer del catolicisme, després del judaisme), perseguit i humiliat pels seus, turmentat pels dubtes religiosos i assetjat pel drama de l'exclòs perpetu, va posar fi als seus dies disparant-se un tret. La primera bala va errar el blanc, la segona no.

## Influència
El llegat d'Uriel da Costa, el seu materialisme i la seva crítica als ritus i a la hipocresia de la religió organitzada, va ser assumit per Baruch Spinoza, un dels filòsofs més destacats del segle xvii. És molt probable que un Spinoza nen o adolescent es trobés entre el públic que va presenciar la humiliació pública d'Uriel da Costa i que, potser per això, decidís no estar present en la seva pròpia expulsió de la sinagoga, dècades després, i estalviar-se la mateixa humiliació. Tanmateix, mai el va arribar a esmentar en la seva obra, cosa que intriga els estudiosos, però les idees de Da Costa van tenir sens dubte un gran impacte sobre el pensador d'Amsterdam. Da Costa no era ni de lluny un pensador de la profunditat de Spinoza, i es creu que, més que la seva obra, va ser el seu martiri el que va haver impactar-lo com cap altra cosa.

## Obra
- Exemplar humanae vitae. Uriel da Costa relata en llatí la seva experiència vital, una mena de testament o confessió autobiogràfica, finalitzat poc abans de suïcidar-se. Durant molts anys, aquesta obra va ser ignorada o menyspreada. Menéndez Pelayo va traduir l'autobiografia d'Uriel per primera vegada al castellà (si bé amb nombroses retallades), incloent-lo en la seva Historia de los heterodoxos españoles.